# Autotransporter (Schiffstyp)
Ein Autotransporter ist eine spezielle Art eines RoRo-Schiffes.

## Beschreibung

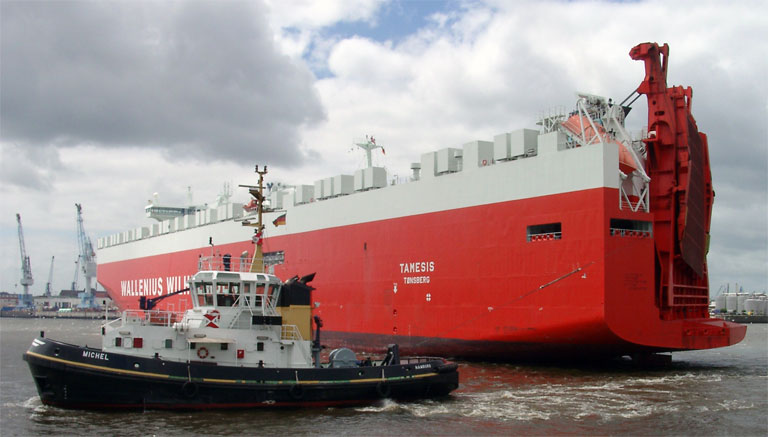
Wallenius-Wilhelmsen-Autotransporter Tamesis

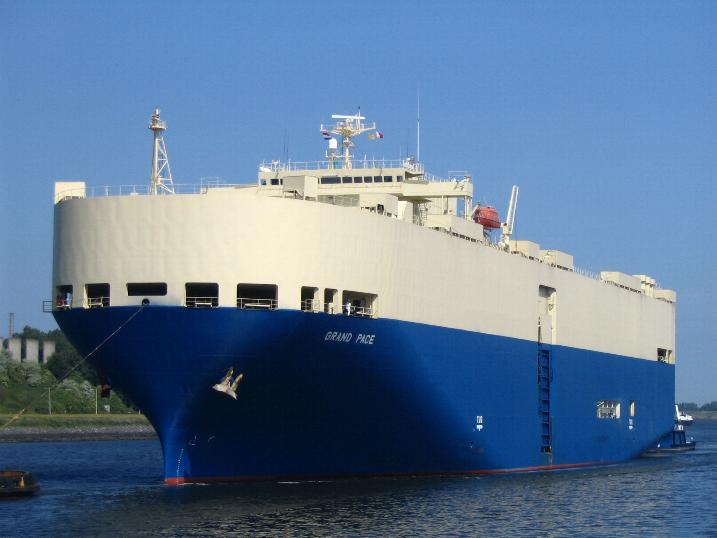
Autotransporter Grand Pace in Rotterdam

Von außen zeichnet sich dieser Schiffstyp durch eine besonders klobige Form aus. Im Laderaum ist besonders auffällig, dass ein Großteil der Decks nur sehr niedrig ist (Pkw-Höhe), um eine möglichst große Anzahl von Fahrzeugen (meist Pkw) laden zu können. Ein Autotransporter hat normalerweise zwei Öffnungen/Rampen, um ein schnelles Be- und Entladen sicherzustellen: Eine auf der Steuerbordseite und eine große Winkelheckrampe. Durch die hohen Aufbauten ist insbesondere bei starkem Wind die Gefahr einer großen Abdrift gegeben.
Die Kapazität der großen, für den Überseedienst gebauten Schiffe beträgt bis zu 8500 Fahrzeuge wie bei der New-Horizon-Klasse (199 m Länge, 36 m Breite, 71.475 m² Ladefläche auf 14 Ladedecks). Ein Großteil der Schiffe weist eine Länge über Alles von 200 Metern und eine Breite von 32,2 Metern aus, einige wenige liegen darüber, wie beispielsweise die vier Schiffe der „Tamesis-Klasse“ mit 242 Metern. Seit 2004 gibt es Pläne für 270 Meter lange Autotransporter.
Kleinere Schiffe, die teils nur wenige hundert Fahrzeuge fassen, werden in der Regel im sogenannten „Feederdienst“ (Zubringerdienst) eingesetzt und transportieren die Fahrzeuge von den großen Hauptumschlagshäfen weiter.
Das Be- und Entladen dieser Schiffe ist eine personalintensive Angelegenheit, da jedes einzelne Fahrzeug mit eigener Kraft an oder von Bord gebracht wird. In den Häfen werden Autotransporter oft an speziellen Autoterminals wie Oakland abgefertigt, die speziell für die Autologistik eingerichtet sind. Europas größter „Autohafen“ ist Zeebrügge mit rund 2,8 Mio. vor Bremerhaven mit über 2,3 Mio. umgeschlagenen Fahrzeugen. (Stand: 2018)
Die größten Flotten an Autotransportern besitzen
- Wallenius Wilhelmsen Logistics (Schweden/Norwegen)
- Hoegh Autoliners (Norwegen)
- EUKOR Car Carriers (Südkorea), Hyundai Merchant Marine Car Carrier Flotte wurde 2003 von Wallenius Lines AB 40 %, Wilh. Wilhelmsen ASA 40 % und zu 20 % von Kia Motors Corporation und Hyundai Motor Company übernommen
- Kawasaki Kisen (Japan) mit der deutschen Tochtergesellschaft KESS
- NYK Line (Japan)
- Mitsui O.S.K. Lines (Japan)

## Entwicklung

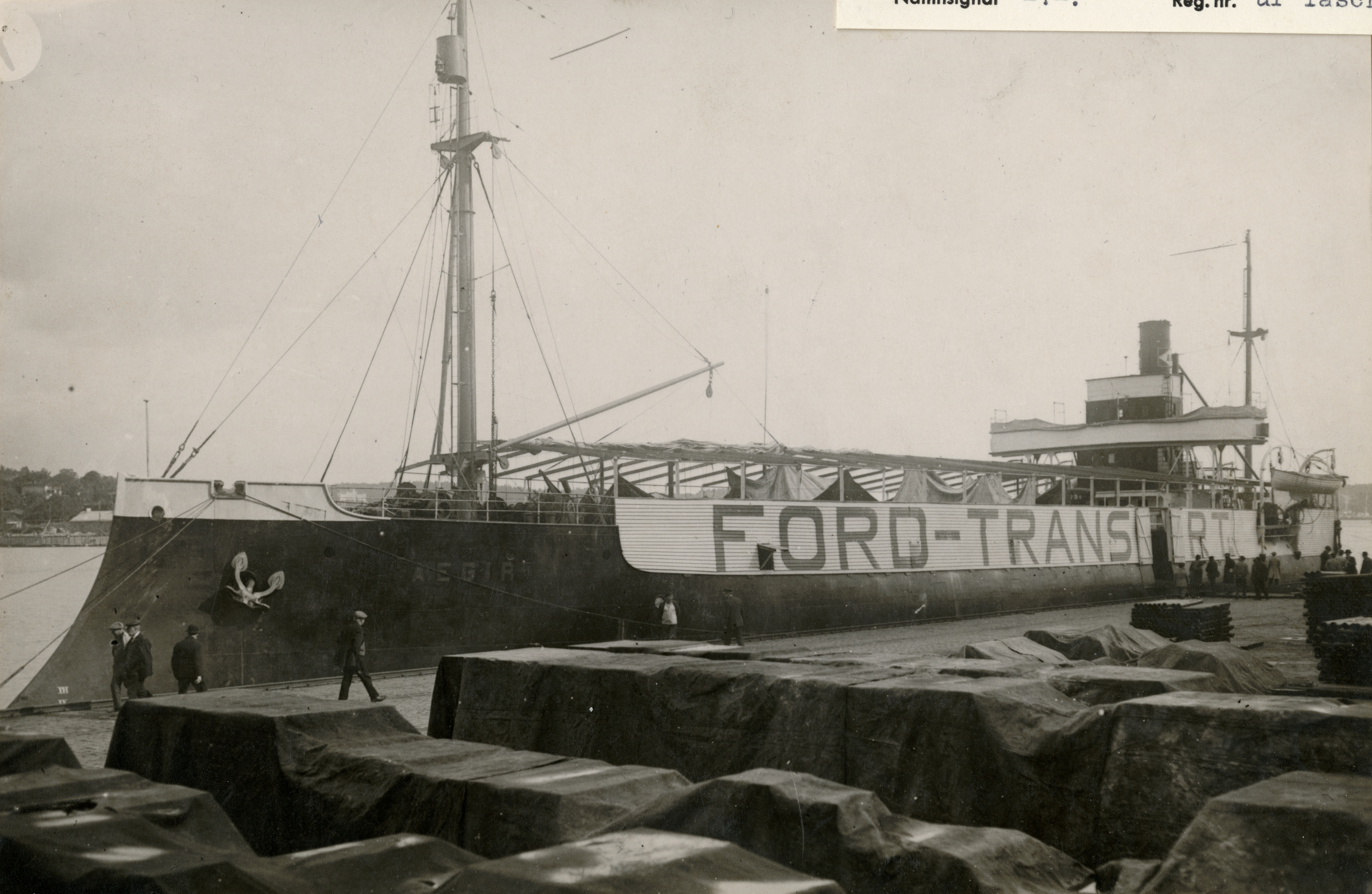
Die Ägir nach dem Umbau zum Autotransporter

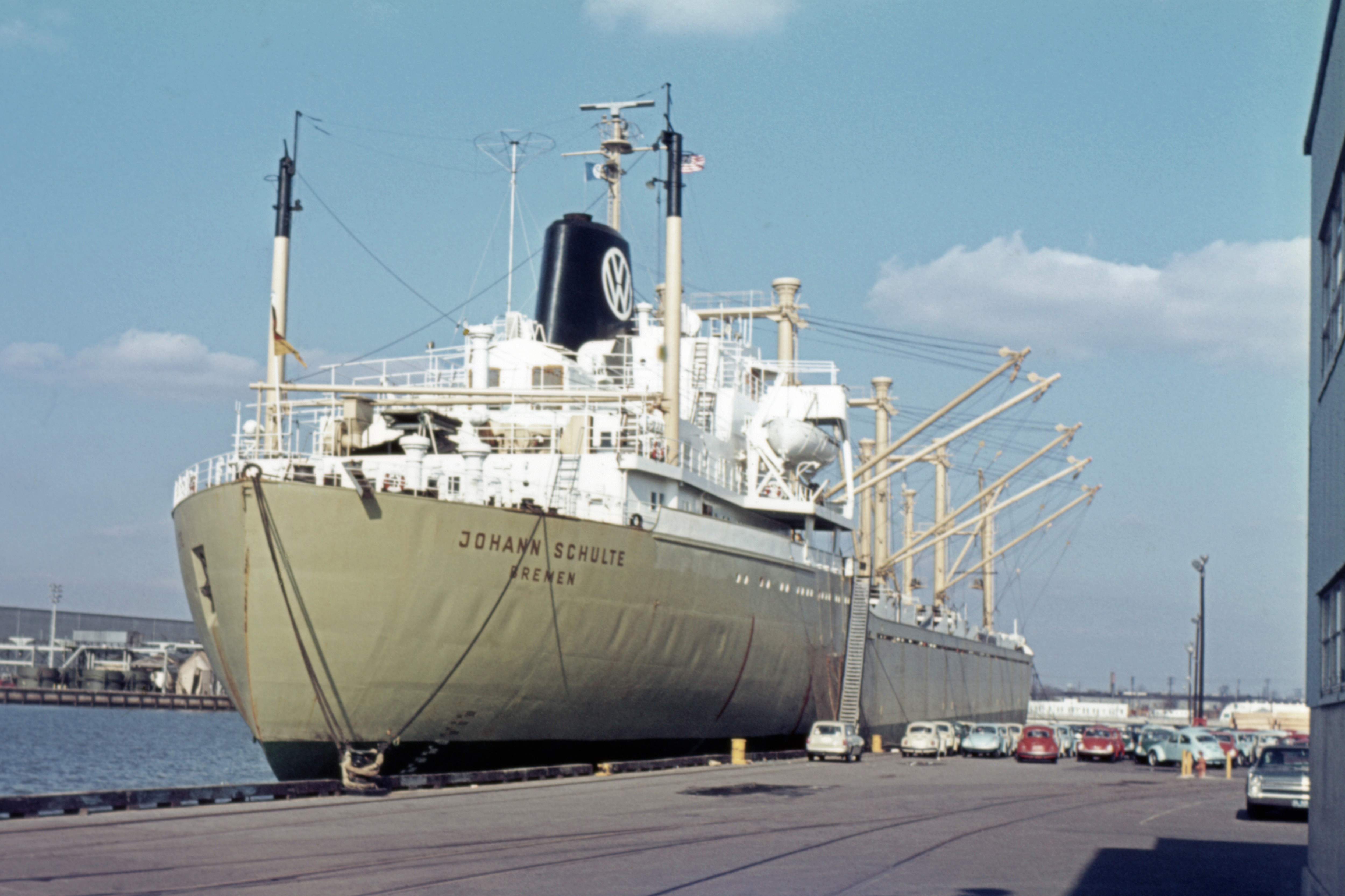
Die mit Hängedecks ausgerüstete Johann Schulte, 1970 beim Umschlag von Volkswagen in Baltimore

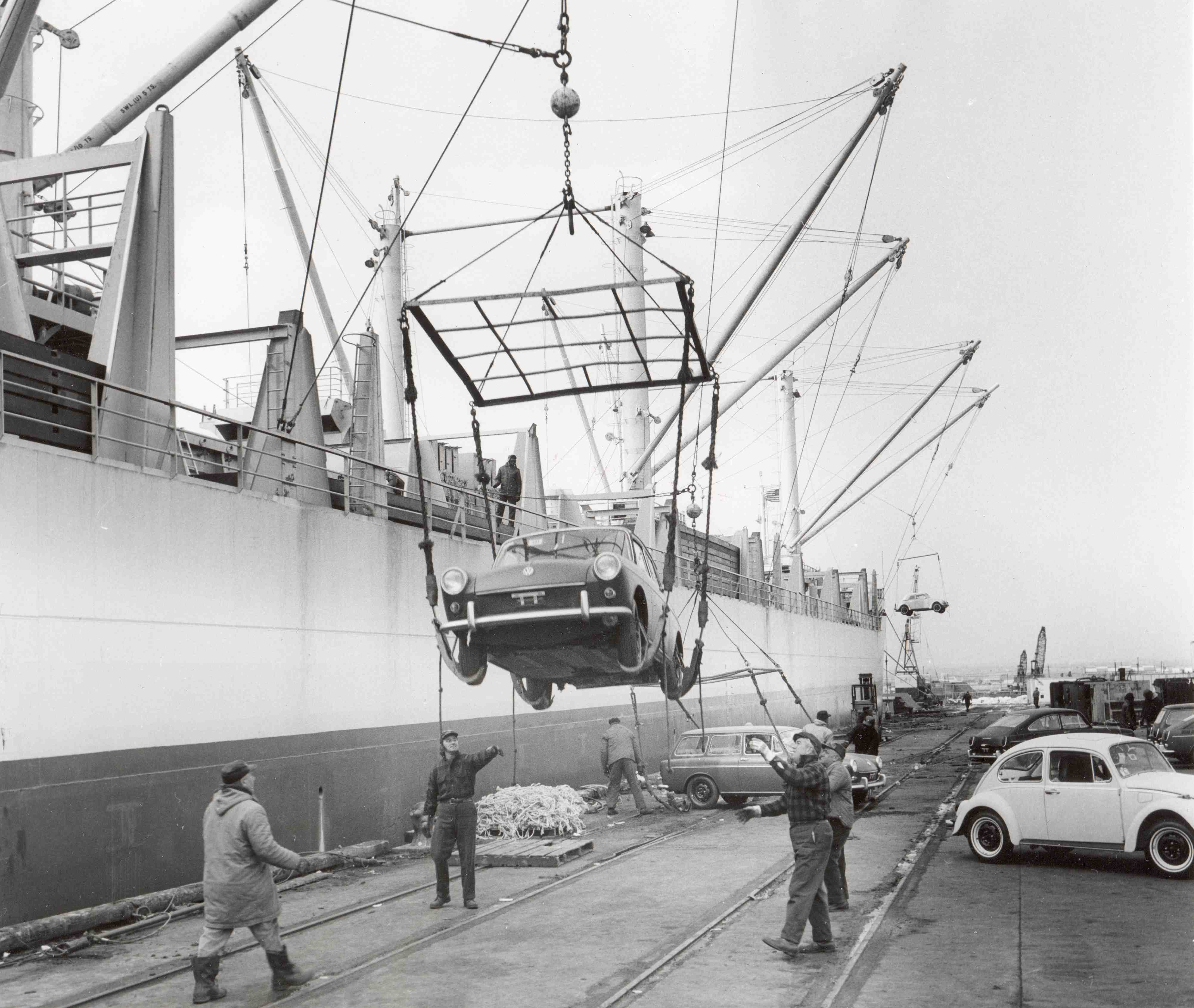
Herkömmlicher KFZ-Umschlag im Jahr 1969

Vor der Entwicklung moderner Autotransporter wurden Autos mit normalen Frachtschiffen befördert. Die Nachteile dabei waren neben dem umständlichen Verladen mit Kränen oder Ladebäumen, dass die Autos zwischen der Stückgutladung bei Schlechtwetter leicht beschädigt werden konnten. Die Ladungssicherung (das „Laschen“) erfolgte dabei mit der Spanischen Winsch.
Schon 1922 ließ der deutsche Reeder Arnold Bernstein die ehemaligen Küstenpanzerschiffe Odin und Ägir zunächst zum Transport von Lokomotiven von Deutschland nach Russland und Spanien umbauen. 1924 erfolgte ein weiterer Umbau der Odin und Aegir zum Transport von jeweils 220 bzw. 320 werksneuen Ford Modell T von Kopenhagen nach Malmö, Oslo und Helsinki. Die Aegir war bis 1930 und die Odin bis 1934 in Fahrt. 1925 ließ derselbe Reeder auch noch einen ehemaligen Leichter zum Autotransporter mit Motorantrieb umbauen – dieser hatte eine Kapazität von 80 Pkw und blieb bis 1938 im Besitz Bernsteins.
1955 kamen für die Reederei Wallenius Lines mit der zu Erprobungszwecken zum ersten kombinierten Auto-Schüttguttransporter umgerüsteten Jakara und mit den beiden Schiffen Rigoletto und Traviata die ersten beiden reinen Autotransporter in Fahrt. 1958 entwickelte Blohm + Voss Hängedecks, mit denen in den folgenden Jahren rund 250 herkömmliche Frachtschiffe ausgerüstet wurden, um Autos transportieren zu können. Bei allen diesen Schiffen wurden die Autos aber weiterhin „konventionell“, also mit Ladegeschirr verladen.
Anfang der 1960er Jahre wurde die Constantia der Reederei Chr. F. Ahrenkiel in Hamburg mit einem von Blohm + Voss entwickelten Hängedecksystem umgerüstet. Das waren an Drähten bis zu fünf übereinander aufgehängte Gitterdecks, die eine auf Basis des VW-Käfers standardisierte optimale Raumausnutzung erlaubten. Das Schiff konnte damit – noch mit dem normalen Stückgutgeschirr – bis zu 1180 Käfer laden. Wenn diese in den Bestimmungshäfen, die vorwiegend an der Ostküste der Vereinigten Staaten und an den Großen Seen lagen, gelöscht waren, wurde das Schiff von der Besatzung in kurzer Zeit auf Getreideladung umgerüstet. Die Gitterdecks wurden dazu unter das Hauptdeck hochgezogen, die Pontons aus dem Lukenschacht an Deck gelagert. Das Schiff konnte dann für die Rückreise nach Europa in wenig mehr als einem Tag mit rund 17.000 Tonnen Getreide beladen werden. Dies stellte auf beiden Wegen eine sehr gewinnbringende Ausnutzung des Schiffes dar.
Die ersten „echten“ Autotransporter, bei dem die Fahrzeuge nach dem bis heute üblichen RoRo-Prinzip verladen wurden, war die noch mit zusätzlichem Ladegeschirr ausgerüsteten Schiffe des Typs Aniara, die Ende 1963 von der schwedischen Lodose Varv abgeliefert wurden und der 1964 von der Trosvik Verksted in Brevik abgelieferte erste Pure Car Carrier (PCC) Dyvi Anglia. Am 14. Juli 1966 wurde mit der Citadel der erste Neubau einer Sechserserie von Auto-Schüttguttransportern von der schwedischen Oresundvarvet Werft abgeliefert. Seit den 1970er Jahren wurden nahezu ausschließlich reine Autotransporter gebaut. Der größte Autotransporter im Jahr 2012 war die Tønsberg der Reederei Wilh. Wilhelmsen. Die Kapazität dieser reinen Autotransporter wird in CEU angegeben.

## Binnenschifffahrt

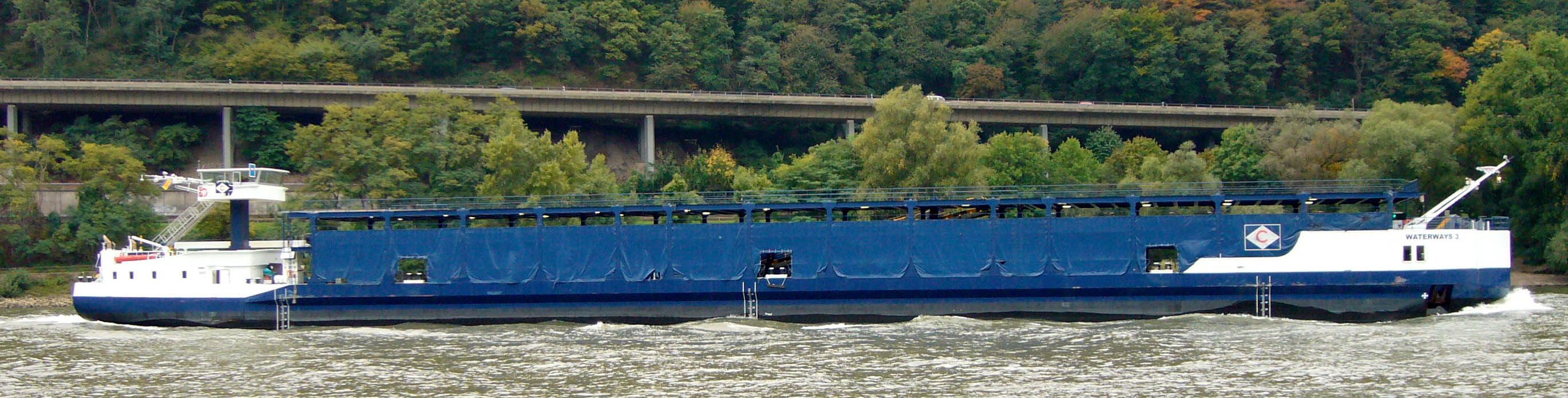
Autotransporter Waterways 3 auf dem Rhein

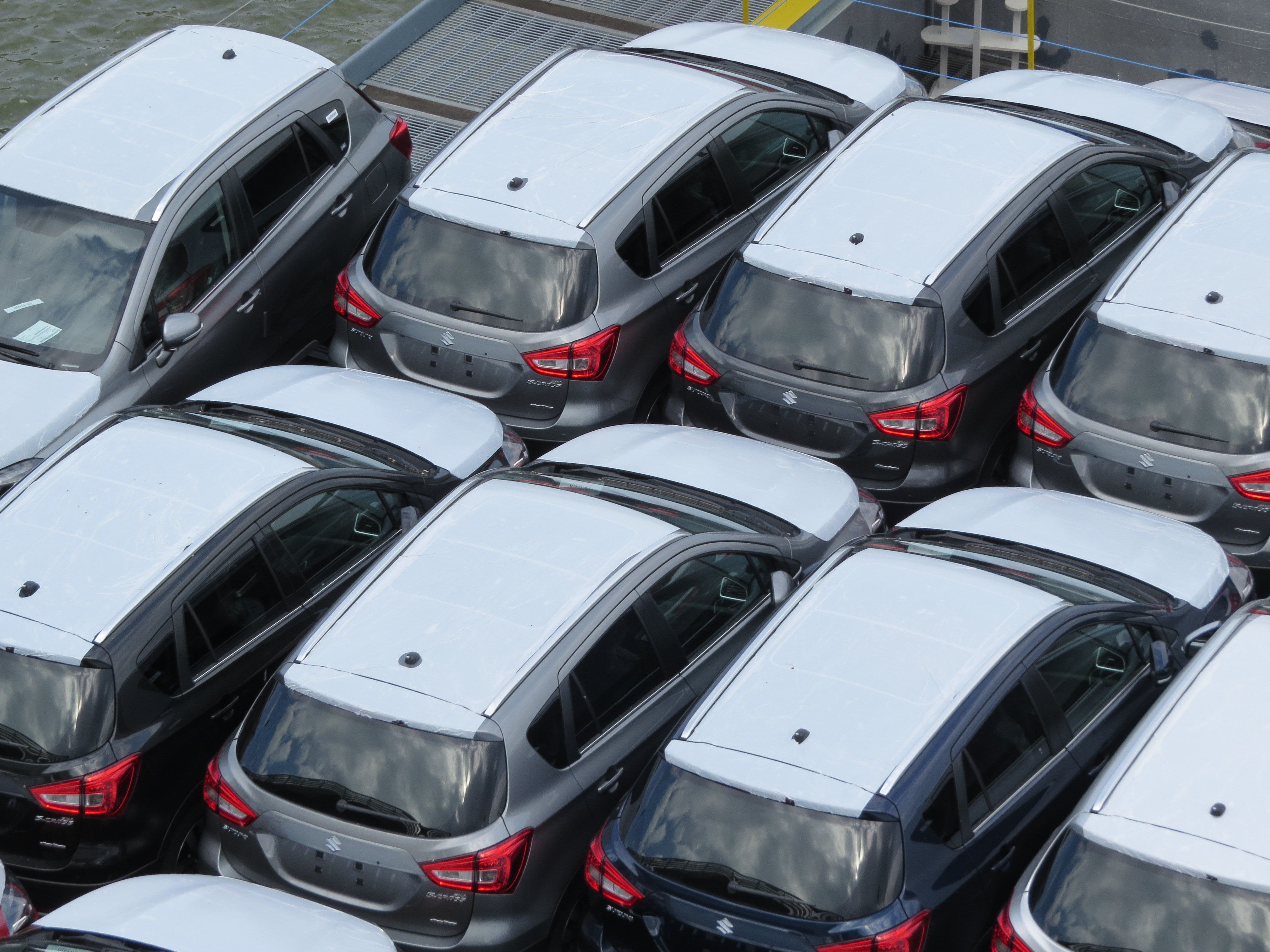
Dicht geparkte SX4 S-Cross auf dem Donauschiff Kelheim beim Kraftwerk Melk, Niederösterreich (2019)

Seit 1982 werden in der Binnenschifffahrt Autotransporter eingesetzt. Erste Schiffe fuhren für die Ford-Werke in Köln. Ihr Fahrgebiet geht von Wörth am Rhein bis nach Rotterdam, Amsterdam, Antwerpen und Vlissingen.

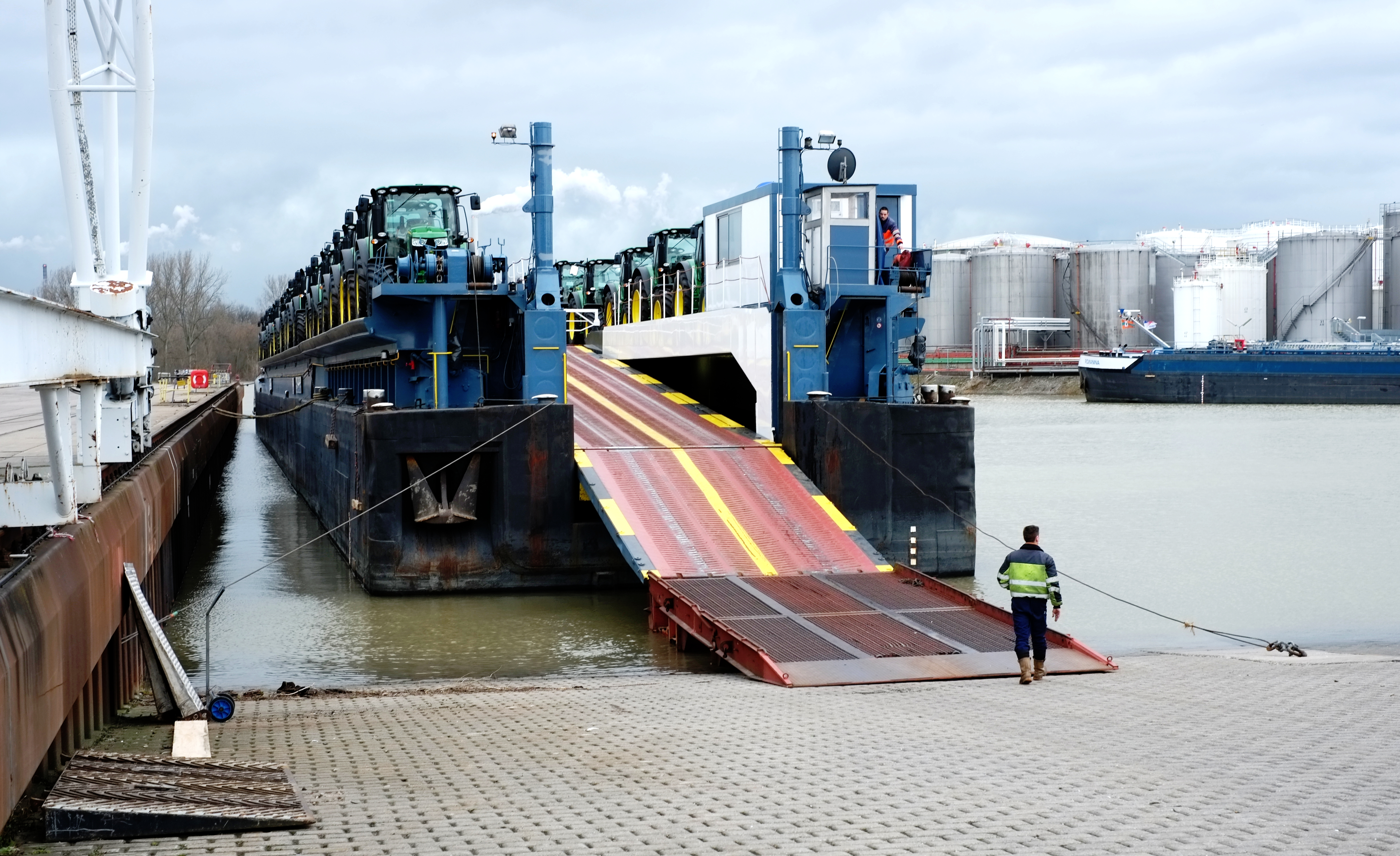
Ein Binnenschiff transportiert Traktoren

Die Schiffe verfügen über bis zu fünf Decks und werden über eine Bugrampe, manchmal auch über eine Seitenrampe, be- und entladen. Sie können bis zu 600 mittlere Personenwagen transportieren.
Die neuesten Schiffe, wie die Waterways 1, 2 und 3, haben folgende Abmessungen: Länge 110 m, Breite 11,4 m und einen maximalen Tiefgang von 3,2 m. Sie sind für die Ästuarschifffahrt zugelassen. Die über dem Rumpf liegenden Decks sind 12,5 m breit. Die gesamte Stellfläche beträgt 3580 m². Der Laderaum ist 81,3 × 10,1 × 5,2 m groß. Die Decks zwei und vier sind in der Höhe verstellbar, Deck fünf ist leicht demontierbar, um auch auf Gewässern mit niedrigeren Brückendurchfahrten eingesetzt werden zu können. Der Laderaum ist belüftet und die Luft wird 20-mal in der Stunde erneuert. Das Ruderhaus kann acht Meter angehoben werden. Diese Schiffe sind auch für den Transport von Lastkraftwagen, Baumaschinen und Containern geeignet. Das größte Schiff ist die Forens mit 135 m Länge. Sie verfügt zwar nur über drei Decks, kann dafür aber bis zu 550 Klein-Lkw laden. Der Antrieb erfolgt hier mit zwei Motoren mit je 955 kW Leistung auf zwei Fünfblatt-Propeller mit Düsen. Im Bug ist eine Vierkanal-Bugstrahlanlage mit 448 kW Leistung eingebaut. Für die Stromversorgung sind zwei Dieselgeneratoren mit je 120 kVA und einer mit 50 kVA Scheinleistung eingebaut. Da die Ladung bei weitem nicht die Tragfähigkeit des Schiffes erreicht, wird durch Aufnahme von Ballastwasser ein Tiefgang von 2,5 m erreicht, dieser kann aber je nach Gegebenheit bis auf 3,7 m gehen.